# Uta de Bavaria
Uta de Bavaria (auch Ota oder Ita; 7. Jh.) war eine bairische Prinzessin. Sie war die Tochter von Herzog Theodo I. und dessen Ehefrau Gleisnod de Friuli.
Sie lebte am bairischen Herzogshof der Agilolfinger in Regensburg, an dem zu dieser Zeit auch Bischof Emmeram von Regensburg wirkte. Als die ledige Uta von einem herzoglichen Beamten geschwängert worden war, vertraute sie sich Emmeram an. Dieser bot an, die Vaterschaft vorerst zu übernehmen, um Uta und den Beamten vor Herzog Theodo I., Utas Vater, zu schützen. Der Heilige Emmeram brach daraufhin zu einer Pilgerreise nach Rom auf, doch Lantpert, Utas Bruder, holte den Bischof ein und ließ ihn foltern und ermorden. Uta wurde von ihrem Vater gefangen genommen und nach Italien verbannt.
Es wird vermutet, dass sie den Langobardenherzog Grimoald heiratete und mit diesem drei Kinder hatte: den Sohn Romuald I., die Tochter Gisa († um 672 auf Sizilien) und eine namentlich nicht bekannte Tochter, die 663 Transamund I. von Spoleto heiratete. Sollte allerdings Utas Mutter Gleisnod ebenfalls zu den Kindern von Gisulf II. und Romilda zu zählen sein, wäre Grimoald, jüngster Sohn von Gisulf II. von Friaul, nicht nur ihr Ehemann, sondern auch ihr Onkel mütterlicherseits. Zudem ist diese Zuordnung in Hinblick auf die Datierung des Tods von Emmeram in der zweiten Hälfte des 7. Jahrhunderts chronologisch problematisch.